# ひろでんモビリティサービス
ひろでんモビリティサービス株式会社（ひろでんモビリティサービス、英語: HIRODEN MOBILITY Co., Ltd.）は、広島市を拠点に都市型ハイヤー事業を展開する会社で、広電グループの企業（広島電鉄の連結子会社）である。また、広島市佐伯区内にてデマンド交通形式の乗合バス「スマートムーバー」を運行している。2023年12月1日より、広島空港と宮島口やアルパーク、ジ・アウトレットを結ぶ直行バスの運行も開始した。

## 沿革
- 2019年12月16日 - 広島電鉄が区域型乗合運行および都市型ハイヤー事業を行う子会社を設立すると発表[1]。
- 2020年2月25日 - 会社設立。
- 2020年5月 - 都市型ハイヤー運行開始。
- 2021年2月1日 - 佐伯区五日市湾岸エリアにてデマンド交通形式の路線バス「スマートムーバー」運行開始[2]
- 2023年12月1日 - 広島空港と宮島口やアルパーク、ジ・アウトレットを結ぶ直行バスを運行開始[3]。

## 車両
トヨタ・ハイエースおよびトヨタ・ノアの車椅子仕様車を保有。
2023年1月現在、12両保有している。

## 運行路線
- デマンド交通「スマートムーバー」
  - 五日市駅南口を起点に、藤垂園・吉見園・海老園・楽々園など湾岸エリアにてデマンド交通を運行。スマートストップと称するバス停がエリア内に約60箇所設置されている。
  - 乗車時には電話または専門WEBページからの事前予約が必要。2021年5月より当日の電話予約が可能となった。
- 広島空港直行バス
  - 広島空港 - 宮島口
  - 広島空港 - 五日市駅
  - 発車オ〜ライネットでのWeb事前予約が可能
  - 広島電鉄宮島口営業センターにて手荷物預かりの無料サービスも利用可能

## 関連会社
- 広島電鉄（広電バス ）
- 芸陽バス
- 備北交通
- エイチ・ディー西広島（ボン・バス）